# Терновское муниципальное образование (Энгельсский район)
Терновское муниципальное образование — сельское поселение в Энгельсском районе Саратовской области Российской Федерации.
Административный центр — село Терновка.

## История
В 1953—1963 годах существовал Терновский район Саратовской области, переименованный в 1963 году в Энгельсский район Саратовской области.
Терновское муниципальное образование образовано Законом Саратовской области от 27 декабря 2004 года № 106-ЗСО «О муниципальных образованиях, входящих в состав Энгельсского муниципального района» и наделено статусом сельского поселения.

## Население
| 2010  | 2011  | 2012  | 2013  | 2014  | 2015  | 2016  |
| ----- | ----- | ----- | ----- | ----- | ----- | ----- |
| 6333  | ↘6324 | ↗6414 | ↗6435 | ↘6420 | ↗6578 | ↗6736 |
| 2017  | 2018  | 2019  | 2020  | 2021  |       |       |
| ↗6934 | ↗7058 | ↗7154 | ↘7150 | ↗7548 |       |       |

## Состав сельского поселения
| № | Населённый пункт | Тип населённого пункта       | Население |
| - | ---------------- | ---------------------------- | --------- |
| 1 | Берёзовка        | село                         | ↗1060     |
| 2 | Зауморье         | село                         | ↗207      |
| 3 | Красноармейское  | село                         | ↗955      |
| 4 | Новая Терновка   | село                         | ↗640      |
| 5 | Подгорное        | село                         | ↗102      |
| 6 | Смеловка         | село                         | ↗239      |
| 7 | Степное          | село                         | ↗972      |
| 8 | Терновка         | село, административный центр | ↘529      |
| 9 | Узморье          | село                         | ↗1629     |

## Органы местного самоуправления
Высшее должностное лицо — Глава Терновского муниципального образования Шабанова Татьяна Владимировна (р. 1953), с октября 2005 года, возглавляет представительный орган муниципального образования — Терновский сельский Совет, состоящий из 10 депутатов, избираемых на 5 лет.
Исполнительно-распорядительный орган — администрация Терновского муниципального образования, которую с 2008 года возглавляет Чупаченко Сергей Леонтьевич (р. 1953), работающий по контракту с Терновским сельским Советом, заключённому по итогам открытого конкурса.

## Официальные символы
Терновский сельский Совет своим решением от 22 марта 2006 года № 29/09 «Об использовании официальной символики Энгельсского муниципального района Саратовской области» решил использовать в качестве официальных символов Терновского муниципального образования герб и флаг Энгельсского муниципального района.